# Кай Сіргейс
Кай Сіргейс (нід. Kaj Sierhuis, нар. 27 квітня 1998, Афіни) — нідерландський футболіст, нападник клубу «Фортуна» (Сіттард).
Виступав, зокрема, за клуби «Йонг Аякс», «Аякс» та «Гронінген», а також юнацьку збірну Нідерландів.

## Клубна кар'єра
Народився 27 квітня 1998 року в місті Афіни. Вихованець футбольної школи клубу «Аякс».
У дорослому футболі дебютував 2016 року виступами за команду «Йонг Аякс», в якій провів три сезони, взявши участь у 41 матчі чемпіонату. У складі молодіжної команди «Аякса» був одним з головних бомбардирів команди, маючи середню результативність на рівні 0,54 гола за гру першості.
Своєю грою за цю команду привернув увагу представників тренерського штабу клубу «Аякс», до складу якого приєднався 2018 року. Відіграв за команду з Амстердама наступний сезон своєї ігрової кар'єри.
У 2019 році орендований клубом «Гронінген», у складі якого провів наступний рік своєї кар'єри гравця.  Більшість часу, проведеного у складі «Гронінгена», був основним гравцем атакувальної ланки команди.
Згодом з 2020 по 2023 рік грав у складі команд «Реймс» та «Гераклес» (Алмело).
До складу клубу «Фортуна» (Сіттард) приєднався 2023 року. Станом на 7 червня 2024 року відіграв за команду з Сіттарда 31 матч в національному чемпіонаті.

## Виступи за збірну
У 2016 році дебютував у складі юнацької збірної Нідерландів (U-19), загалом на юнацькому рівні взяв участь у 5 іграх, відзначившись 3 забитими голами.

## Титули і досягнення
Особисті
- Кращий бомбардир Юнацької ліги УЄФА: 2016-2017 (8 м'ячів)
- Гравець місяця Ередивізі: березень 2024[1]
- Команда місяця Ередивізі: березень 2024[2]